# Peter Cornelius (kompozytor)
Peter Cornelius (ur. 24 grudnia 1824 Moguncja, zm. 26 października 1874 tamże) – niemiecki kompozytor, skrzypek, librecista i poeta.

## Życiorys
Od dzieciństwa, jako syn aktorów, a potem skrzypek w teatrze w Moguncji, związany z teatrem. Studiował kontrapunkt u Siegfrieda Dehna, do komponowania zachęcony poprzez przyjaźń z Ferencem Lisztem pod którego artystyczną opieką przebywał w Weimarze od 1852 roku. Silny wpływ na kompozytora oprócz samego Liszta wywarł również Richard Wagner. Cornelius jednak pozostając pod wpływem tych osobowości potrafił wypracować swój odrębny styl. Po opuszczeniu Weimaru udał się do Wiednia, a następnie do Monachium i w tamtejszym konserwatorium otrzymał stanowisko profesora harmonii i retoryki.

## Twórczość
Peter Cornelius jest w zasadzie jedynym przedstawicielem niemieckiej opery komicznej w drugiej połowie XIX wieku. Najbardziej znanym dziełem Corneliusa jest jego pierwsza opera – Cyrulik z Bagdadu, wystawiona po raz pierwszy w Weimarze 15 grudnia 1858 roku, do której za przykładem Wagnera również sam napisał libretto. Mimo nowoczesnej budowy, ciekawych i trudnych partii napisanych zarówno na sopran, jak i tenor, utwór na premierze został wygwizdany, co przypisuje się jednak temu, iż była to akcja skierowana przeciwko dyrygującemu premierą Lisztowi. Inne dzieła Corneliusa to opery Cyd (1865) i dokończona po jego śmierci opera Gunlöd, komponował także pieśni, do których pisał również teksty.